# Nexhmije Hoxha
Nexhmije Hoxha, nata Xhuglini (Bitola, 7 febbraio 1921 – Tirana, 26 febbraio 2020) è stata una politica albanese, moglie del segretario del Partito del Lavoro d'Albania Enver Hoxha.

## Biografia
Nata a Bitola, nell'allora Regno dei Serbi, Croati e Sloveni (oggi Repubblica di Macedonia del Nord), studiò all'Istituto Pedagogico Regina Madre di Tirana. Dopo la seconda guerra mondiale, continuò gli studi presso l'Università di Tirana. Nel novembre del 1941 entrò a far parte della nuova formazione del Partito del Lavoro d'Albania (PPSH), e l'anno successivo fu eletta all'interno del consiglio generale del Movimento di Liberazione Nazionale. Durante la guerra combatté nella prima divisione dell'Esercito di Liberazione Nazionale.
Dopo la fine del conflitto mondiale, sposò il primo ministro e capo del Partito del Lavoro Enver Hoxha, e continuò a essere attiva politicamente in prima persona anche dopo la morte del marito nel 1985, anno in cui divenne presidente del Fronte Nazionale dell'Albania. Nel 1990 fu costretta a dimettersi e fu sostituita dal primo ministro Adil Çarçani.
Accusata di essere una degli organizzatori del tentato colpo di stato del 1991, si attirò le antipatie dell'opinione pubblica quando apparve in televisione per difendere l'operato del defunto marito dopo che molti manifestanti avevano rovesciato la statua di Hoxha in piazza. Successivamente fu arrestata con l'accusa di appropriazione indebita ai danni dello stato; processata nel 1993, fu condannata a nove anni di carcere, beneficiando di una riduzione di pena dovuta all'età avanzata. La vedova Hoxha si difese sostenendo di essere vittima di una persecuzione politica e accusando il governo di tenerla in prigione con falsi capi d'imputazione. Rilasciata dopo quattro anni di detenzione e ormai indigente, andò a vivere nella periferia degradata di Tirana.
Alla sua morte, avvenuta all'età di 99 anni il 26 febbraio 2020, era la più anziana ancora in vita della dirigenza comunista albanese.